# Montilla
Montilla (spanskt uttal: [monˈtiʎa]) är en stad och kommun i provinsen Córdoba i den autonoma regionen Andalusien i södra Spanien. Staden ligger cirka 35,5 kilometer sydost om Córdoba. Kommunen har 22 333 invånare (2024), på en yta av 169,03 km².
Montilla är känt för sin slott och sin tillverkning av vinet Amontillado. Montilla var tidigare även känt för sin textil- och keramiktillverkning.